# Pat McCrory
Patrick Lloyd "Pat" McCrory (Columbus, Ohio, 17 de outubro de 1956) é um político e empresário dos Estados Unidos. McCrory foi prefeito de Charlotte entre 1995 a 2009 e foi o governador da Carolina do Norte entre 2013 e 2017. 
McCrory recebeu a nomeação presidencial do presidente George W. Bush para fazer parte do Homeland Security Advisory Council (HSAC) de 2002 a 2006.
McCrory foi o candidato republicano para governador da Carolina do Norte na eleição de 2008 e foi derrotado pela então vice-governadora Beverly Perdue.
Após a eleição de 2008, McCrory voltou para o setor privado, tornando-se um defensor nacional dos benefícios econômicos do transporte público, sendo um consultor para campanhas fiscais de trânsito. Em 31 de janeiro de 2012, McCrory lançou sua campanha de 2012 para governador, sendo eleito com com 54,7% dos votos na eleição de novembro.